# Thure Lindgren
Thure Valdemar Lindgren (ur. 18 kwietnia 1921 w Jukkasjärvi, zm. 2 września 2005 tamże) – szwedzki skoczek narciarski.

## Kariera
Już w 1941 wystartował w Igrzyskach Narciarskich w Lahti i zajął 22. miejsce po dwóch skokach na odległość 52 metrów. W 1947 został mistrzem Szwecji w skokach narciarskich, natomiast w 1949 zwyciężył konkurs skoków na Szwedzkich Igrzyskach Narciarskich, które odbywały się w miejscowości Solleftea.
Jego największym sukcesem jest wywalczenie indywidualnie srebrnego medalu na mistrzostwach świata w Lake Placid po skokach na odległość 66,5 oraz 65 metrów. Uległ tylko Hansowi Bjørnstadowi, a wyprzedził Arnfinna Bergmanna.
Miesiąc po mistrzostwach wystartował w Festiwalu Skoków w Oslo, gdzie zajął 33. miejsce. W 1952 na Zimowych Igrzyskach Olimpijskich w Oslo ukończył zawody na 40. miejscu po tym jak w pierwszej serii upadł po skoku na odległość 63 metrów. Z powodzeniem skakał jeszcze na Igrzyskach Narciarskich w Lahti w 1952: zdobył czwarte miejsce. Jego ostatni międzynarodowy występ to zawody w Garmisch-Partenkirchen w 1953, gdzie zajął miejsce szóste.

## Wyniki

### Igrzyska olimpijskie
| Miejsce | Dzień     | Rok  | Miejscowość | Konkurs                         | Wynik | Strata    | Zwycięzca        |
| ------- | --------- | ---- | ----------- | ------------------------------- | ----- | --------- | ---------------- |
| 40.     | 24 lutego | 1952 | Oslo        | Skocznia normalna indywidualnie | 175,5 | -50.5 pkt | Arnfinn Bergmann |

### Mistrzostwa świata
| Miejsce | Dzień    | Rok  | Miejscowość | Konkurs                         | Wynik     | Strata   | Zwycięzca      |
| ------- | -------- | ---- | ----------- | ------------------------------- | --------- | -------- | -------------- |
| 2.      | 5 lutego | 1950 | Lake Placid | Skocznia normalna indywidualnie | 214,4 pkt | -6,0 pkt | Hans Bjørnstad |